# Дорошко Федір Васильович
Доро́шко Фе́дір Васи́льович(*1888, або 1882, хутір Дорошків, Чернігівська область — †21 квітня, 1938, київська тюрма НКВД) — член Української Центральної Ради. Бандурист часів першої радянської окупації.
Жертва сталінського терору.

## Біографія
За фахом Федір Дорошко був годинникарем і працював на київському заводі «Арсенал». В 1917—1918 роках він брав активну участь у військових формаціях УНР, був членом Центральної Ради.
Гру на бандурі він вивчав у кобзаря Івана Кучеренка. Був учасником Київської державної капели бандуристів. Відомі твори з його репертуару — «Дума Про удову» та «Черниця Мар'на».

### Російський комуністичний терор
Уперше Дорошка заарештовано за «антирадянську діяльність» органами ЧК у 1919 році, вдруге — 15 грудня 1937 року як «керівного учасника контрреволюційної шпигунської повстанської організації». 22 грудня, під час допиту працівниками НКВД, заперечував, що нібито він був агентом японської розвідки, але визнав, що був активним учасником Центральної Ради 1917—1918 рр. Щоправда, після тривалих тортур почав обмовляти себе та друзів-бандуристів.
Після допиту у цій справі були заарештовані інші учасники Київської капели бандуристів, зокрема Георгій Копан. 11 квітня 1938 року був виданий наказ розстріляти Федора Дорошка разом з Г. Копаном, Коцюбою, Решетилом та Іваном Дорошком. Проте, згідно з довідкою міліції, Федір Дорошко помер 21 квітня 1938 року о 6.25 від паралічу легенів — вочевидь, під час тортур. Четверо інших бандуристів, які були обвинувачені в цій самій справі, убиті працівниками НКВС 28 квітня 1938 року о 23.00.
У жовтні 1958 року реабілітований радянською прокуратурою.